# 大汉中华国
大汉中华国，是指1948年至1949年期间在河南洛阳等地，由天仙庙道（简称庙道）首领朱全福为首成立的一个秘密结社政权。

## 概述
1948年7月21日，洛阳天仙庙道预谋暴动，道首王建周等联络金钟罩等会道门，在洛阳县四区辛店集结道徒百余人，预谋袭击中共区政府，抢劫枪支，攻占洛阳。1948年10月11日，庙道首领朱全福与张宝同一道召集14县庙道首领、主要成员680余人在洛阳伊川白沙镇聚会，决定暴动，正式建立大汉中华国，以朱全福为总首领，并成立以张宝同为总司令的天仙庙道贫民救国自治军，准备在1949年1月21日夜分兵两路突袭白沙镇、临汝、登封，然后会攻洛阳，宣称将以洛阳为根据地，建立国都，统一全国，并宣称：“众徒弟侧耳听，玉皇降下有天兵，天兵天将来相助，灭红消蓝黄旗升。天仙庙道掌国权，朱家洛阳坐朝廷，新制朝纲安民心，共享荣华万万年。”
1月20日，临汝、登封、伊川的解放军、民兵突袭白沙镇，并包围白沙镇北坡，俘获张照林、李青山、王敬坤等大汉中华国重要首领，破坏了他们原有的暴动计划，朱全福因外出活动而未被抓。
据中华人民共和国政府之后对此的记述：朱全福逃脱后不甘失败，1949年2月，朱全福集合天仙庙道首领、主要成员1200余人聚会，决定于4月12日再次暴动。3月15日，梅素贞、张宝同因记错时间提前发动暴动，突然向驻守卢店歇马亭的县独立团袭击。独立团猝不及防，伤亡10余人。朱全福闻讯十分恼火，但又无办法，急忙集结人马增援，同时通知梅、张2人西撤。但解放军主力配合独立团，围歼了天仙庙道贫民救国自治军。1949年3月21日，庙道道首及主要成员于洛阳县二区海资村（今孟津县朝阳镇），在中国国民党特工及地主的组织下，集结道徒140余人，联络其打入中共当地区政府的内应，发起暴动。洛阳县二区区长、秘书、记者、驻村工作员、农会主席等10人在暴动中均被杀，同年5月，为震慑大汉中华国方面暴动者，伊川县民主政府在白沙镇召开公审大会，枪决了大汉中华国主要成员侯学圣、张照林、李青山、王敬坤。朱全福于8月23日被临汝县人民政府抓捕，1950年被枪决。